# Jablonec nad Nisou
Jablonec nad Nisou (tyska i äldre tid: Gablonz an der Neiße, polska: Jabłoniec nad Nysą) är en stad i norra Böhmen i Tjeckien, belägen vid Neisse sydöst om Reichenberg. Staden har 45 510 invånare (2016) och är därmed den näst största staden i Liberec-regionen.
Staden hade tidigare omfattande glas- och bijouteriproduktion, med ett flertal textil- och maskinfabriker.